# Nikolaj Trusov
Nikolaj Trusov (russisk: Николай Васильевич Трусов, tr. Nikolaj Vasiljevitj Trusov; født 2. juli 1985) er en tidligere russisk professionel cykelrytter.